# Departamento de Salud Pública de Illinois
El Departamento de Salud Pública de Illinois (Illinois Department of Public Health, IDPH) es una agencia del gobierno de Illinois, Estados Unidos. Tiene sus sedes en Springfield y Chicago.
El IDPH mantiene la salud pública en el estado de Illinois.